# Aleksandăr Malinov

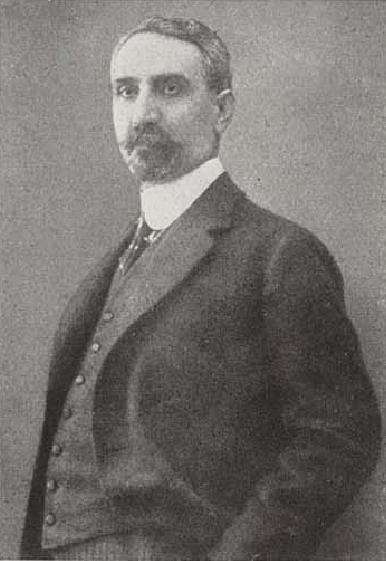
Aleksandăr Malinov

Aleksandăr Pavlov Malinov (Александър Павлов Малинов), född 3 maj 1867 i Bessarabien, död 20 mars 1938, var en bulgarisk politiker. 
Malinov studerade juridik i Kiev och förvärvade 1889 statsborgarskap i sitt stamland Bulgarien och utövade juridisk verksamhet, först i statens tjänst och sedermera som advokat. I politiskt avseende tillhörande Petko Karavelovs anhängare och det av dem bildade "demokratiska" partiet, var han sedan 1901 ledamot av sobranjen, men var ännu jämförelsevis föga känd, då han i januari 1908 av furst Ferdinand fick i uppdrag att bilda regering. Ministerpresidentposten innehade han under hela den samma år begynnande stora Balkankrisen, varunder Bulgarien vann sin självständighet och upphöjelse till kungarike. I oktober 1910 övertog Malinov också utrikesportföljen, men avgick i mars 1911 jämte sitt kabinett.
Malinov var bestämd motståndare till Bulgariens anslutning till centralmakterna under första världskriget. Då Vasil Radoslavovs regering i juni 1918 måste avgå under trycket av de yttre och inre svårigheterna, blev det Malinov, som bildade det nya kabinettet. Efter upprivandet av den bulgariska fronten i Makedonien i september samma år begärde han vapenstillestånd, vilket medgavs av ententen mot fullständig underkastelse. Malinov kvarstod som ministerpresident efter det därpå följande tronskiftet, men avgick i november samma år, då han fann segrarna överskrida de av dem medgivna villkoren. Han förblev ledare för det "demokratiska" partiet och bildade ett nytt kabinett i slutet av juni 1931, vilket dock föll redan i oktober samma år.